# Dharmaguptaka
Dharmaguptaka (pali Dhammaguttika, chiń. pinyin fǎzāngbù 法蔵部) – jedna z osiemnastu szkół wczesnego buddyzmu. Kierunek ten wyłonił się ze szkoły mahisasaka na przełomie II i I wieku p.n.e. Założycielem był cejloński mnich Dharmagupta. Jednak za swego największego nauczyciela uważają ucznia Buddy – Mahamaudgalyayanę (pali. Mahamoggallana) Szkoła ta miała wielki wkład w kształtowanie się wczesnego buddyzmu w Chinach i Centralnej Azji. Ich dyscyplina klasztorna jest wciąż przestrzegana w niektórych krajach Wschodniej Azji.
Oprócz trzech koszów Kanonu palijskiego uznawali jeszcze dodatkowo dwa zbiory (kosze): Bodhisattwapitaka i Dharanipitaka.
Nauka dharmaguptaki głosiła pojmowanie Buddy jako szczególnej istoty – w przeciwieństwie do innych szkół – będącą zwierzchnikiem zgromadzenia mnichów, lecz niebędąca jej częścią. Dlatego też dary składane Buddzie są bardziej wartościowe, niż dary składane wspólnocie buddyjskiej. Wielkim znaczeniem dążyli kult stupy. Wierzyli, że drogi jakimi kroczą Budda i bodhisattwowie są różne od drogi, którą kroczy zwykły mnich (śrawaka). W niebach bóstw dew istnieje cnotliwe życie brahmaćarian. Wiele z ich poglądów było zbliżone do poglądów mahāsaṃghików i zawierały elementy, które później rozwinęła mahajana np. kult Buddy, ofiary, bodhisattwowie.
Gandharyjskie teksty buddyjskie, najstarsze buddyjskie teksty dotąd odkryte, są poświęcone nauczycielom ze szkoły dharmaguptaka. Potwierdzają one rozkwit szkoły dharmaguptaki w północno-zachodnich Indiach około I wieku n.e. To wyjaśniałoby późniejszy wpływ dharmaguptaków w Centralnej Azji a następnie w Północno-wschodniej Azji.
Zbiór zasad klasztornych dharmaguptaki został przetłumaczony na chiński przez Kuanga Sengkaia w 152 roku n.e. Wtedy też dyscyplina ta stała się dominującą w chińskich klasztorach buddyjskich. Kiedy Xuanzang podróżował po Azji w VII wieku, pisał iż dharmaguptaka niemal całkowicie zniknęła z Indii i Centralnej Azji.
Zasady klasztorne dharmaguptaki wciąż są przestrzegane na Tajwanie, w Chinach, Korei (kyeyul), Japonii (ritsu) i Wietnamie. Linia wyświęceń mniszek (bhikkhuni) w tej tradycji przetrwała nieprzerwanie do dzisiaj.
Wyświęcenie w duchu zasad dharmaguptaka dotyczy jedynie klasztornych ślubowań i tradycji. Nie stoi w konflikcie z tradycją buddyjską, którą podąża wyświęcany.